# Виды пропаганды по Жаку Эллюлю
Категории пропаганды по Жаку Эллюлю — это деление пропаганды на категории французским философом и социологом Жаком Эллюлем в книге «Пропаганда» (фр. Propagandes, 1962; англ. Propaganda: The Formation of Men's Attitudes, 1965/1973). После публикации книга стала классикой теории пропаганды. Некоторые исследователи считают, что Эллюль в своей работе «Пропаганда» делает попытку изучить это явление с психологической и социологической точек зрения. Французский философ провёл детальный анализ методов и технологий пропаганды, попытался объяснить то, как она функционирует и какой эффект имеет. В своей работе Жак Эллюль обозначил парные категории пропаганды, противоположные друг другу: политическая — социологическая пропаганда, вертикальная — горизонтальная, рациональная — иррациональная и агитационная — интеграционная.

## Модель пропаганды Жака Эллюля
В книге Жак Эллюль приводит следующее определение пропаганды:
«Пропаганда — это набор методов, используемых организованной группой, которая хочет добиться активного или пассивного участия в своих акциях массы индивидов, объединенных с помощью психологических манипуляций и включенных в организацию».
Кроме того, в своей работе французский философ изложил оригинальные идеи, которые ранее не высказывались другими исследователями. Таким образом, он полагал, что пропаганда необходима демократическим строям, а не тоталитарным, так как у последних используется иные методы манипулирования обществом. Согласно Эллюлю, главная цель пропагандиста — создание иллюзии отсутствия какого-либо влияния, и этого можно достичь с помощью тотальной пропаганды:
«Чтобы быть эффективной, пропаганда не может увлекаться частностями — и не только потому, что склонять на свою сторону людей, одного за другим, займет слишком много времени, но также и по такой причине: весьма затруднительно формировать взгляды у изолированного индивида. Пропаганда заканчивается там, где начинается обычный диалог».
Жак Эллюль также говорит о том, что в пропаганде большую роль играет наука: существование пропаганды обусловлено контекстом современной научной системы. «Научность» пропаганды означает то, что она тесно связана с социологией и психологией. Кроме того, французский социолог высказывает идею, что современная пропаганда работает с толпой и индивидом одновременно, что приводит не к формированию мнений, а к непосредственно конкретным действиям. В классических моделях пропаганды считалось, что пропаганда должна стремится к формированию мнений.
«Если классический, но устаревший взгляд на пропаганду настаивает на определении ее как приверженности человека ортодоксии, то современная пропаганда, напротив, стремится к ортопраксии — действиям, уже сами по себе, а не по причине ценностных суждений действующего человека, непосредственно приводящим к цели, не являющейся для индивида сознательной, но рассматриваемой как таковой пропагандистом. Он знает, какую цель предстоит достигнуть и какие действия должны быть выполнены, поэтому чередует многообразие инструментов, с помощью которых обеспечивается искомое действие».

## Категории пропаганды

### Политическая — Социологическая

#### Политическая
Политическая пропаганда включает в себя технологии влияния, используемые правительством, партией, администрацией с намерением изменить поведение общества. Контекст и цели подобной пропаганды носят политический характер. Цели определяются правительством, партией, администрацией или группой давления. Методы политической пропаганды ориентированы на конкретный результат. Существуют две формы политической пропаганды: тактическая и стратегическая. Тактическая пропаганда направлена на получение немедленных результатов в рамках короткого периода. Стратегическая политическая пропаганда устанавливает общую линию и порядок организации кампаний. В качестве примера Жак Эллюль приводит сталинистскую и гитлеровскую пропаганду.

#### Социологическая
Жак Эллюль вводит новое понятие «социологическая» пропаганда. Радиус влияния социологической пропаганды гораздо шире, чем политической пропаганды. Также данный вид пропаганды менее осязаемый. Эта пропаганда направлена на то, чтобы повлиять на как можно большее количество личностей и навязать им свой образ жизни. Эта пропаганда формирует не мнение и поведение, а стремится к изменению модели культуры и созданию нового образа жизни и обычаев. Эллюль утверждает, что, ввиду своей неосязаемости, она не производит впечатления пропаганды. Среди носителей социологической пропаганды он выделяет медиа, рекламу, кино, технологии и образование. Автор утверждает, что в области социологической пропаганды больше всего преуспели США и Китай. Положительное отображение американского образа жизни в популярных американских фильмах формирует убежденность в преимуществах американской системы.

### Вертикальная — Горизонтальная
Вертикальная пропаганда — классический тип пропаганды, где есть «верхушка», которая распространяет пропаганду сверху вниз через средства массовой информации. Горизонтальная пропаганда реализуется в группе, здесь нет движения «сверху вниз» и все участники группы равны друг перед другом. Есть определённое сходство между политической-социологической и вертикальной- горизонтальной пропагандой. Но в первом разделении акцент делается на типах медиа, когда за них берутся также институты общества. Во втором разделении акцентируется направление движения коммуникации, в которой возникает иерархичность.

### Рациональная — Иррациональная
Иррациональная пропаганда направлена на эмоциональное давление на индивида: его чувства и эмоции. Но в то же время есть и рациональная пропаганда, которая основывается на конкретных фактах, графиках, видео и т. д. (что есть рациональная аргументация), и направлена на убеждение. Обычно пропаганда сочетает в себе рациональное и иррациональное. Современному индивиду, чтобы оправдать свое поведение, важно знать, что, когда он действует, он повинуется разумным доводам. Вызов заключается в том, чтобы создать иррациональный отклик на основе рациональных и фактических элементов, который будет резонировать в течение долгого времени уже после того, как факты были забыты.

### Агитационная — Интеграционная
Агитационная пропаганда — видимая пропаганда, которая направлена на побуждение к действию в данный момент. Она эффективная, но краткосрочная. Примером является пропаганда оппозиционной партии против существующей власти, где партия пользуется чувством ненависти к нынешнему строю. Также примером является революционная пропаганда. Если революционеры пришли к власти, их агитационная пропаганда сменяется интеграционной пропагандой. Эта пропаганда создает общий настрой, направлена на вовлечение человека в систему. Такой тип пропаганды наблюдается в развитых странах, где от гражданина требуется не просто проголосовать за кого-либо, а принять модели поведения. В то время как агитационная пропаганда деструктивна, пропаганда интеграции направлена на стабилизацию социальной системы.

## Другие авторы
В труде «Возвращение в дивный новый мир» Олдос Хаксли также говорит о делении пропаганды на рациональную и иррациональную. Согласно Хаксли, рациональная пропаганда подталкивает к действиям, и она выгодна как субъекту, так и объекту пропаганды. В то же время иррациональная пропаганда не приносит выгоды, и всего лишь взывает к эмоциям и чувствам.

## Мнения
Многие исследователи писали о том, что Жак Эллюль внёс ценный вклад в исследование такого феномена, как пропаганда. Так Ренди Клувер, исследователь политической коммуникации, в статье «Contributions of Jacques Ellul’s „Propaganda“ to Teaching and Research in Rhetorical Theory» говорит о том, что книга Жака Эллюля должна быть включена в список обязательной литературы для тех, кто изучает феномен пропаганды. Клевер утверждает, что «Пропаганда» — это важный вклад в наше понимание влияния пропаганды на социальную жизнь и политику.
Социолог Андрэ Витали в статье «Актуальность Жака Эллюля: коммуникация в контексте технологического общества» («Actualité de Jacques Ellul : la communication dans le contexte d’une société technicienne») говорит о том, что труд Эллюля по-прежнему вызывает большой интерес, так как он не ограничивает феномен пропаганды политической сферой. Различие между политической пропагандой и социологической пропагандой имеет важное значение, его подход к анализу явления позволяет следить за развитием пропаганды и лучше понимать текущую реальность.
А. Белоусов в работе, посвященной исследованию феномена социологической пропаганды, сказал, что Жак Эллюль, выделив социологическую пропаганду в отдельную категорию более 50 лет назад, подчеркнул сложность такого явления как пропаганда. Она гораздо сложнее, чем нам кажется, и может принимать разные формы, и её очень сложно порой распознать.